# 人吉市立人吉西小学校
人吉市立人吉西小学校（ひとよししりつ ひとよしにししょうがっこう）は、熊本県人吉市城本町にある公立の小学校。

## 概要
歴史
1875年（明治8年）創立で、人吉市立人吉東小学校と源流を同じくする。現校名となったのは1947年（昭和22年）。2025年（令和7年）に創立150周年を迎える。
学校教育目標
「夢や目標に向かって自ら学び続け未来を切り拓いていく児童の育成」
校章
月桂樹と梅の花弁を背景にして、中央に「西」の文字を配している。
校歌
作詞は山口白陽・作曲は倉堀伸夫による。歌詞は3番まであり、3番の歌詞中に校名の「人吉西」が登場する。
通学区域
人吉市のうち「瓦屋町・下青井町・中青井町・駒井田町・上青井町・鶴田町・下城本町・城本町・合ノ原町・井ノ口町・矢岳町」。中学校区は人吉市立第二中学校。

## 沿革
- 1875年（明治8年）
  - 4月13日 - 球磨郡大村舟場に「舟場小学校」として開校。
  - 9月 - 「舟場小学校 瓦屋支校」（分校）を開設。
- 1887年（明治20年）- 小学校令施行により、「尋常舟場小学校 瓦屋支校」に改称。
- 1889年（明治22年）4月1日 - 町村制施行により、球磨郡「大村」が発足。
- 1891年（明治24年）-「人吉町川北及大村組合立 尋常舟場小学校 瓦屋支校」（1町2村組合）となる。
- 1895年（明治25年）11月1日 - 「人吉町大村組合立 瓦屋尋常小学校」（1町1村組合）に改称。
- 1898年（明治31年）12月 - 火災で校舎（14坪）を焼失。
- 1899年（明治32年）1月 - 授業を再開。
- 1905年（明治38年）
  - 4月 - 人吉町との組合が改称され、「大村尋常小学校」（尋常科4年）を創立。
  - 12月20日 - 高等科（2年制）を併置の上、「大村尋常高等小学校」（尋常科4年・高等科2年）と改称。
- 1908年（明治41年）4月 - 改正小学校令により、尋常科（義務宇教育年限）が4年制から6年制に改められる。従来の高等科1・2年を尋常科5・6年に改めることにより、高等科を廃止の上、「大村尋常小学校」（尋常科6年）に改称。
- 1915年（大正4年）4月 - 高等科（2年制）を併置の上、「大村尋常高等小学校」（尋常科6年・高等科2年）と改称。
- 1916年（大正5年）4月 - 高等科3年を設置。
- 1918年（大正7年）11月 - 木造2階建て校舎を増築。
- 1927年（昭和2年）- 木造校舎2棟を増築。
- 1933年（昭和8年）4月1日 - 大村が人吉町と合併したため、「人吉西尋常高等小学校」と改称。
- 1935年（昭和10年）12月20日 - 校舎を新築の上、現在地に移転を完了。
- 1941年（昭和16年）4月1日 - 国民学校令施行により、「人吉町人吉西国民学校」と改称。尋常科を初等科に改める。
- 1942年（昭和17年）4月1日 - 人吉市の発足により、「人吉市立人吉西国民学校」と改称。
- 1947年（昭和22年）4月1日 - 学制改革（六・三制の実施）により、「人吉市立人吉西小学校」（現校名）に改組・改称。
- 1956年（昭和31年）9月 - 給食を開始。
- 1960年（昭和35年）4月 - 特殊学級を設置。
- 1968年（昭和43年）9月 - プールが完成。
- 1975年（昭和50年）
  - 5月 - 新校旗が寄贈される。
  - 9月 - 木造第一および第二校舎を解体。
- 1976年（昭和51年）2月 - 鉄筋コンクリート造新校舎（学年棟・特殊学級棟・特別教室棟・体育館）が完成。
- 1979年（昭和54年）
  - 3月 - 管理棟が完成。
  - 10月21日 - 創立100周年および校舎落成記念式典を挙行（創立100周年は1975年（昭和50年）であったが、新校舎完成に合わせて式典が延期された）。
- 1992年（平成4年）3月 - 運動場の大改修を実施。正門を設置。
- 1995年（平成7年）12月 - 創立120周年記念勇気の泉を設置。
- 2001年（平成13年）3月 - 第1回鳥ケ丘学習発表会を開催。
- 2003年（平成15年）3月 - 高学年棟に図工室を移設。
- 2004年（平成16年）4月 - プール改修工事が完了。
- 2008年（平成20年）
  - 3月 - 体育館を「友愛館」と命名。
  - 7月 - 友愛館（体育館）の耐震工事が完了。
- 2011年（平成23年）4月 - 特別支援学級として「ひまわり学級」を新設。
- 2013年（平成25年）10月 - 校舎等の大規模改修が完成。
- 2014年（平成26年）
  - 3月 - 新プールが完成。
  - 4月1日 - 人吉市立矢岳小学校を統合。
- 2025年（令和7年）11月15日 - 創立150周年記念式典を挙行（予定）[2]。

## クラブ活動
運動部
- 野球・サッカー部
- 陸上部
- バレーボール部
- バスケットボール部

文化部
- 音楽部

## 交通アクセス
最寄りの鉄道駅
- JR九州 肥薩線・えびの高原線「人吉駅」
- くま川鉄道 湯前線 「人吉温泉駅」

最寄りのバス停留所
- 九州産交バス 「瓦屋町」停留所

最寄りの幹線道路
- 熊本県道17号坂本人吉線

## 周辺
- 西南戦争官軍砲台跡
- 熊本県立球磨工業高等学校
- 人吉市立第二中学校
- 史蹟大村横穴群東群
- 城本公園
- 山田川
- 球磨川